# Otto-Konz-Brücke (Heilbronn)

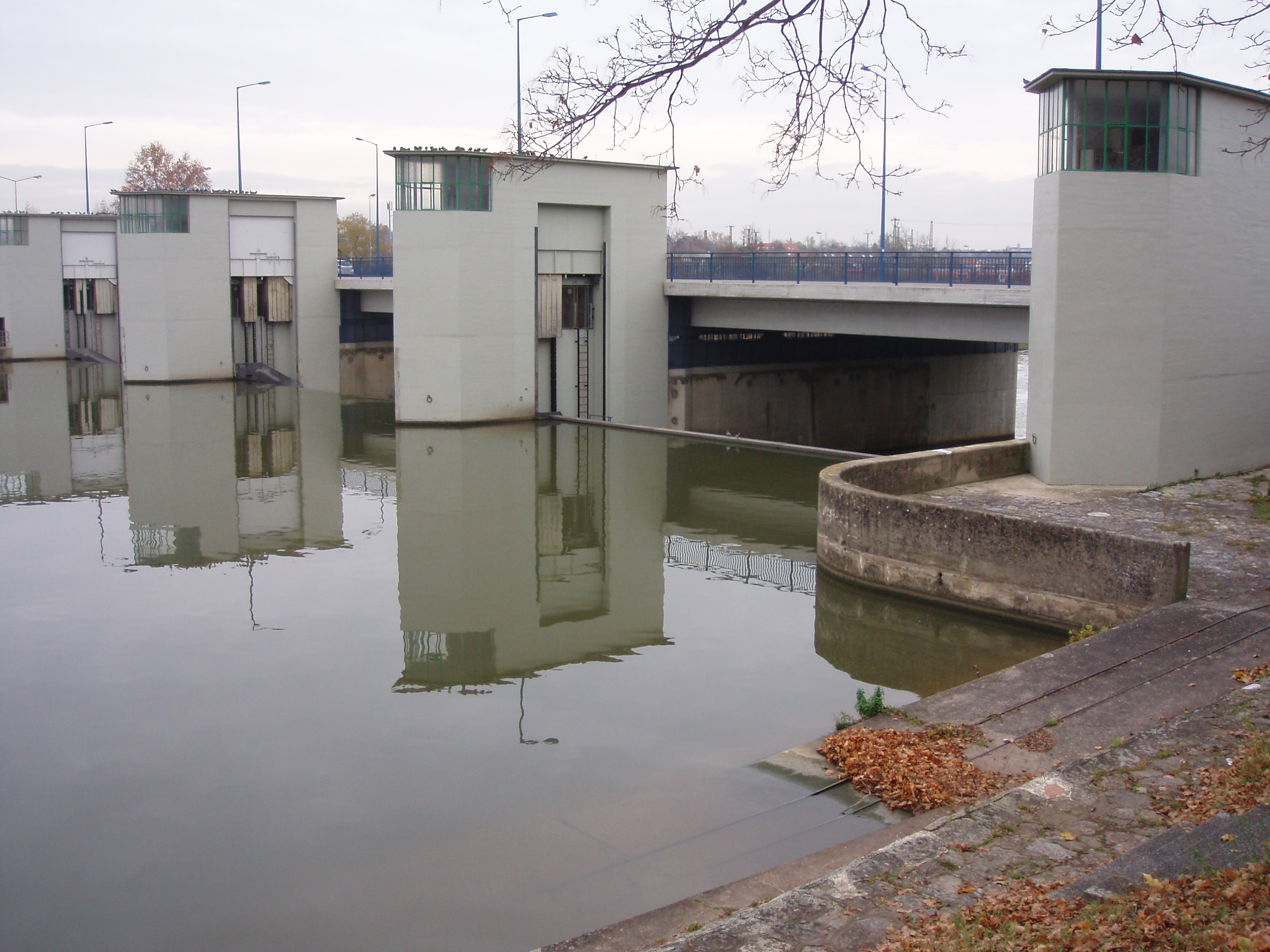
Die Pfeiler der Otto-Konz-Brücke

Die Otto-Konz-Brücke ist ein Bestandteil der Neckar-Staustufe Heilbronn. Der Bau geht auf Pläne aus dem Jahr 1927 zurück, wurde aber erst in den 1950er Jahren fertiggestellt. Über die Straßenbrücke des Wehrs führt die Bundesstraße 293, hier als Karlsruher Straße, die auf dem westlichen linken Ufer die Neckartalstraße kreuzt. Die Brücke wird sechsspurig vom Kfz-Verkehr genutzt und hat beidseits einen kombinierten Rad- und Fußweg. Sie steht unter Denkmalschutz.

## Geschichte
Die Otto-Konz-Brücke in Heilbronn wurde nach Plänen von Otto Konz und Paul Bonatz im Stil der 1920er Jahre in den Jahren 1950 bis 1952 errichtet und nach dem Planer des Neckarkanals Otto Konz benannt. Die Brücke steht als Wehr-Straßenbrücke im Unterwasser der Staustufe Heilbronn, die Teil des Neckarkanals ist. In dieser Funktion schließt die kombinierte Schleuse den Kanalhafen zum Oberlauf hin ab, der 1935 als erster Abschnitt des Kanals für den Verkehr freigegeben wurde. Die Schleuse befindet sich in Form einer Doppelschleuse am linken Ufer des Kanals, wobei sie Vorhäfen im Ober- und Unterwasser hat. Die kombinierten Wehre und Schleusen in Heilbronn, Besigheim, und Poppenweiler wurden in der Nachkriegszeit sogleich mit zwei Schleusenkammern gebaut. Am unteren Neckar erhielten die älteren Staustufen zwischen 1952 und 1959 erst ihre zweiten Schleusenkammern zu der Ersten aus den 20er Jahren dazu.

## Fundamente, Pfeiler
Im Vorhafen des Unterwassers der beiden Schleusenkammern liegt die Otto-Konz-Brücke zum rechten Ufer (Theresienwiese) hin auf vier Wehrpfeilern, die jeweils vom schiffsrumpfförmigen Windwerkhaus des Wehrs abgestuft sind. In den Werkhäusern sind die Antriebe der Wehre, die Winden, oberhalb des Straßenniveaus untergebracht. Der östlichste Pfeiler steht nicht mehr im Neckar, sondern lässt zum Hochufer noch eine Überschwemmungsöffnung ohne Wehr frei. An den Ufern befinden sich für die Brücke Aufliegerfundamente. Dem linken Ufer am nächsten ist ein Brückenpfeiler mit dem Antriebsgebäude zwischen den unteren Schleusentoren kombiniert, das hier im Unterschied zu den Windenhäusern nicht über das Brückenniveau hinaus steht. D. h., dass der Brückentisch auf insgesamt sieben Lagerflächen ruht.

## Galerie

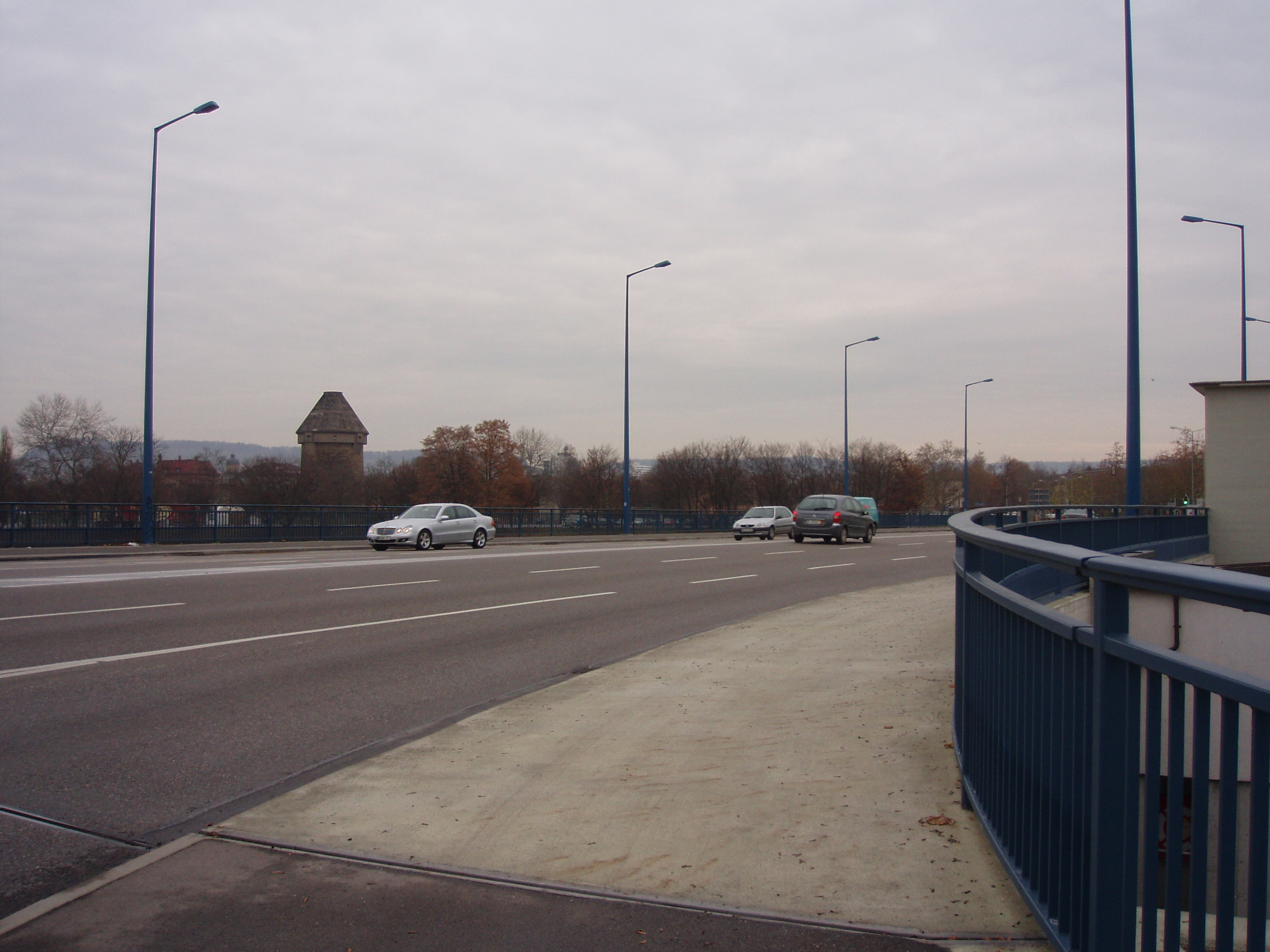
Auf der Brücke, Blick Richtung Theresienwiese und Hochbunker
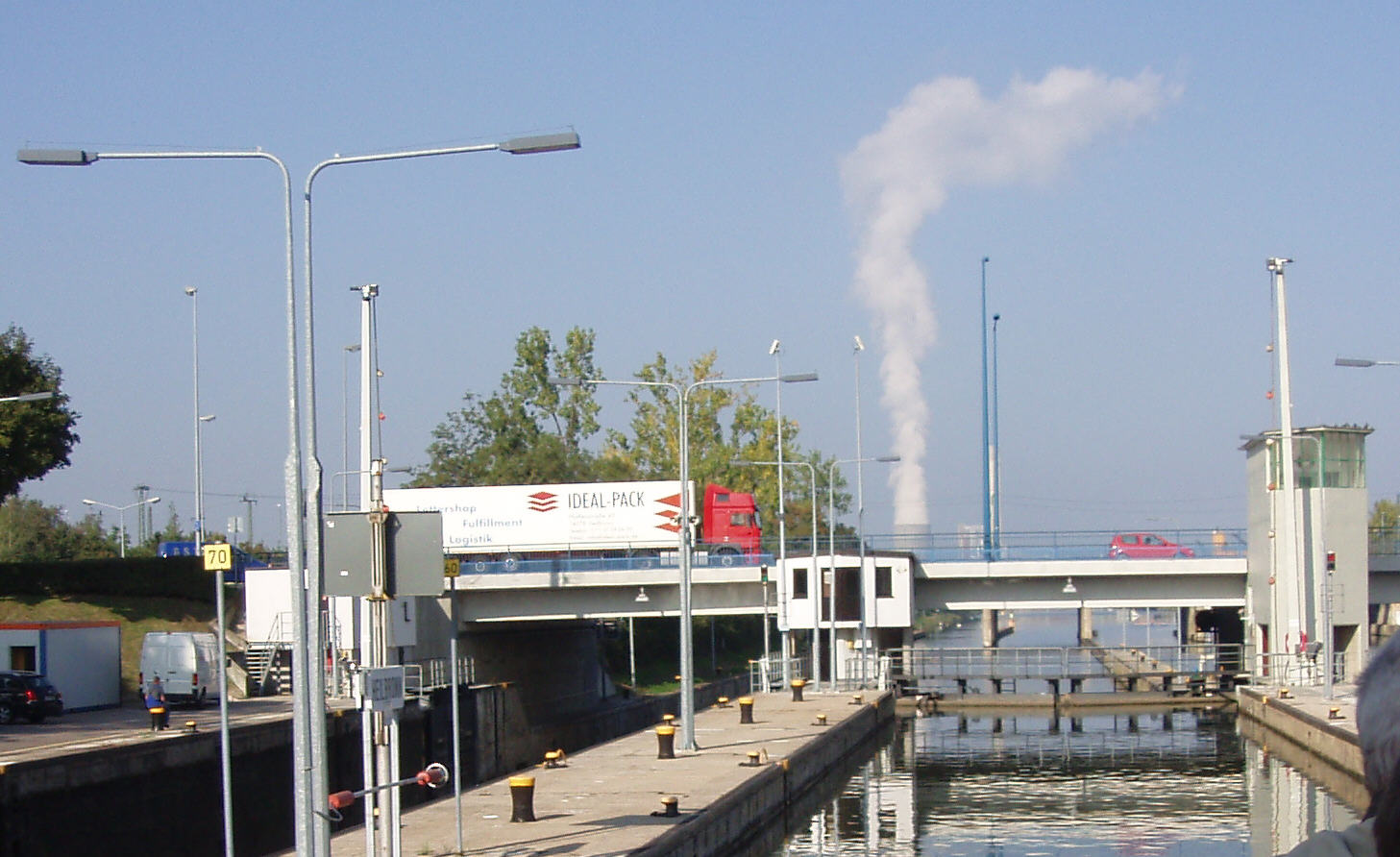
Blick aus der Schleusenkammer auf die Otto-Konz-Brücke
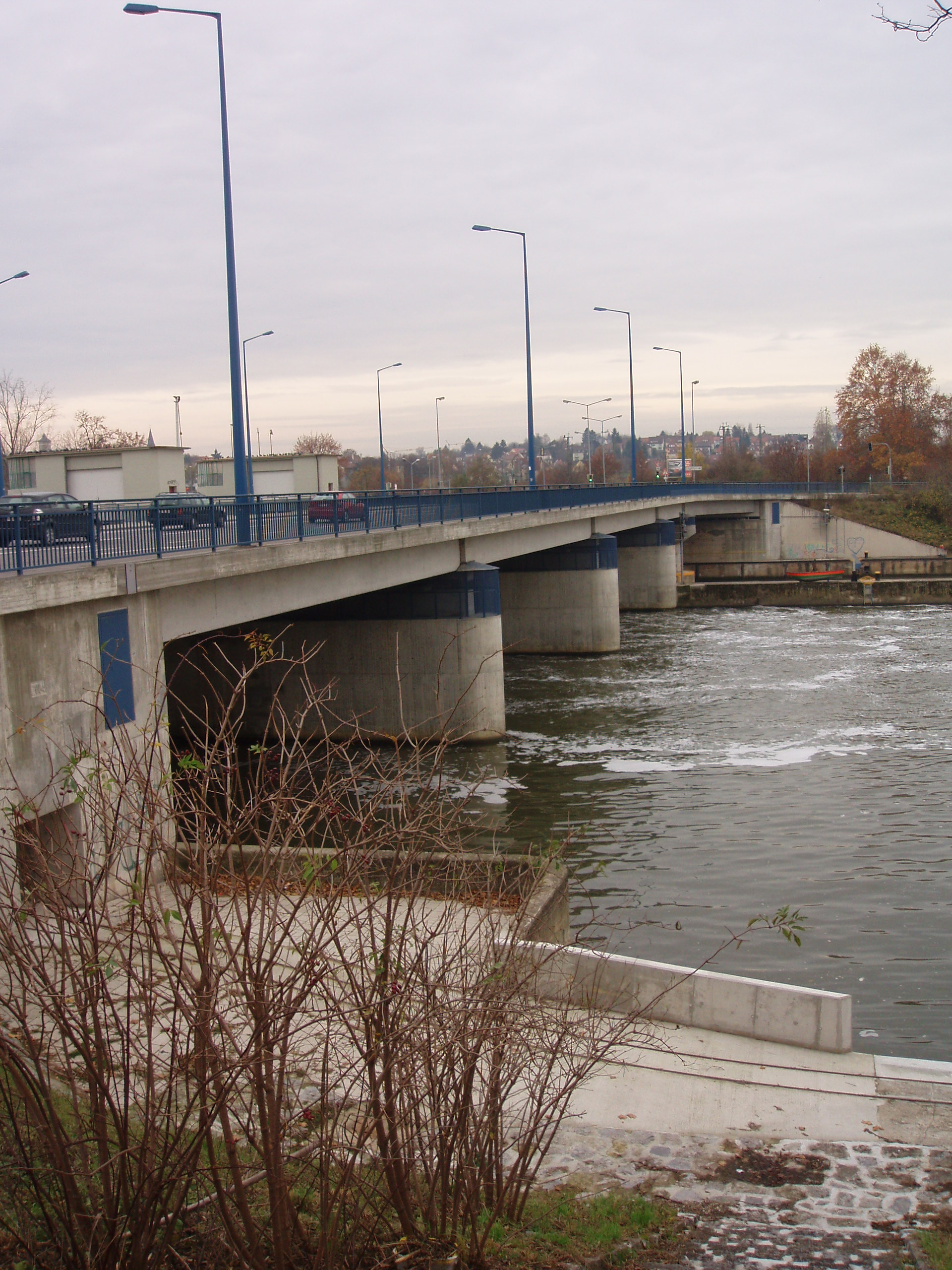
Die 2004 renovierte flussabwärts zeigende Seite der Brücke

## Schiffsschleuse
Die beiden Schleusenkammern haben eine Nutzlänge von 107,30 Metern und eine Nutzbreite: von 12,00 Metern bei einer Hubhöhe über 3,18 Meter.

## Sonstiges
Ein fast überall zu den Wehren errichtetes Kraftwerk ist auch hier vorhanden. Es befindet sich am Heilbronner Altneckar.